# Metropoolregio Ho Chi Minhstad
De Metropoolregio Ho Chi Minhstad (Vietnamees: Vùng đô thị Thành phố Hồ Chí Minh Engels: Ho Chi Minh City metropolitan area) is het stedelijke metropoolgebied rond Ho Chi Minhstad  (voorheen Saigon) in het zuiden van Vietnam.
Het gebied omvat de provincie Ho Chi Minhstad en delen van de provincies Bình Dương en Đồng Nai.
De metropoolregio heeft 14,3 miljoen inwoners. Ho Chi Minhstad zelf heeft 9 miljoen inwoners. De grootste voorstad is Biên Hòa met 1 miljoen inwoners, andere steden in de regio zijn o.a.  Dĩ An, Tân Uyên, Thuận An, Thủ Dầu Một en Vũng Tàu.
In 2008 presenteerde de Vietnamese overheid een plan om het metropoolgebied verder uit te breiden en in te richten. Het gebied omvat 7 provincies met een totale oppervlakte van 30.000 km2 en een verwachte bevolking van 27 miljoen in 2050.

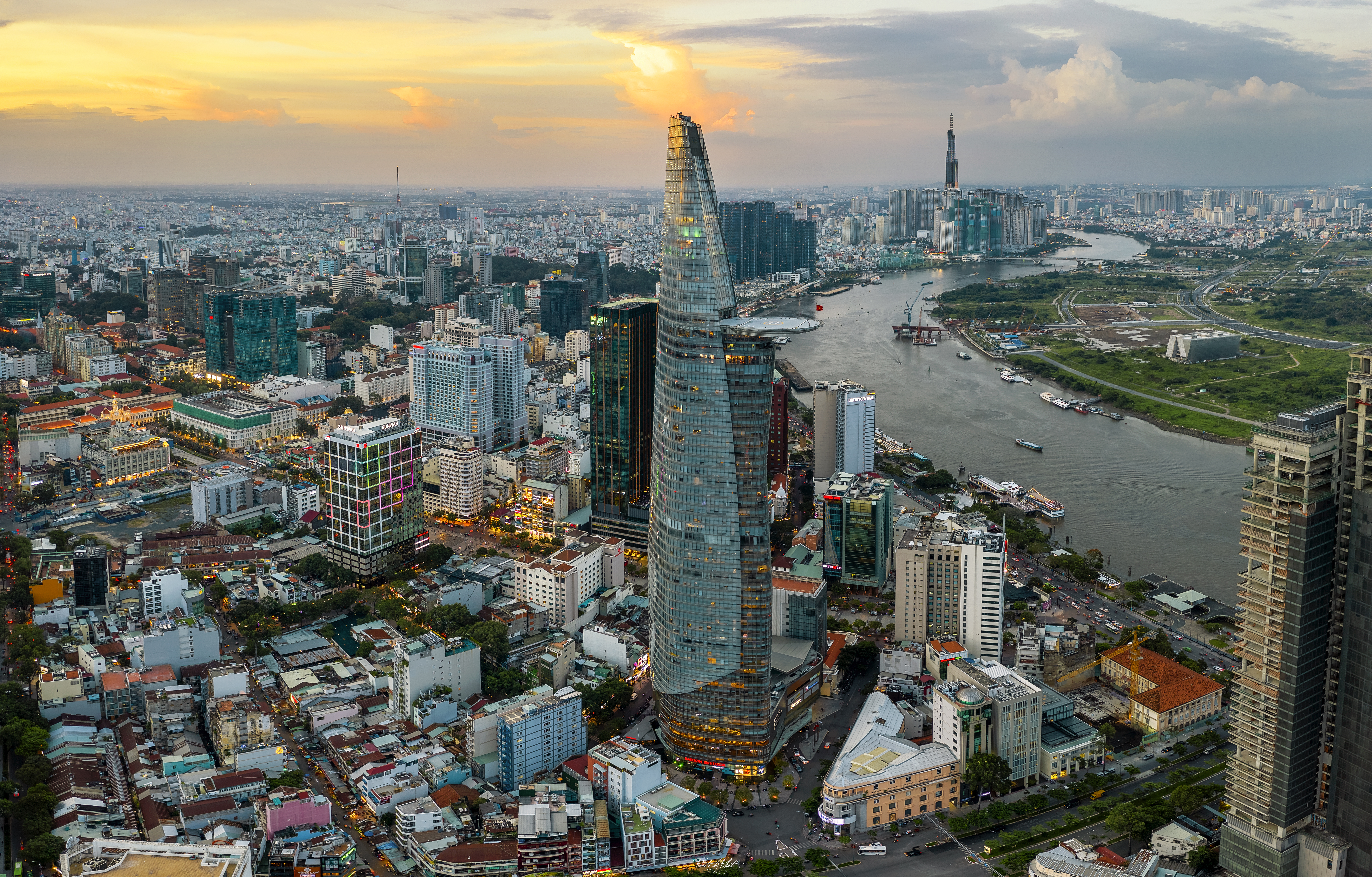
Ho Chi Minhstad
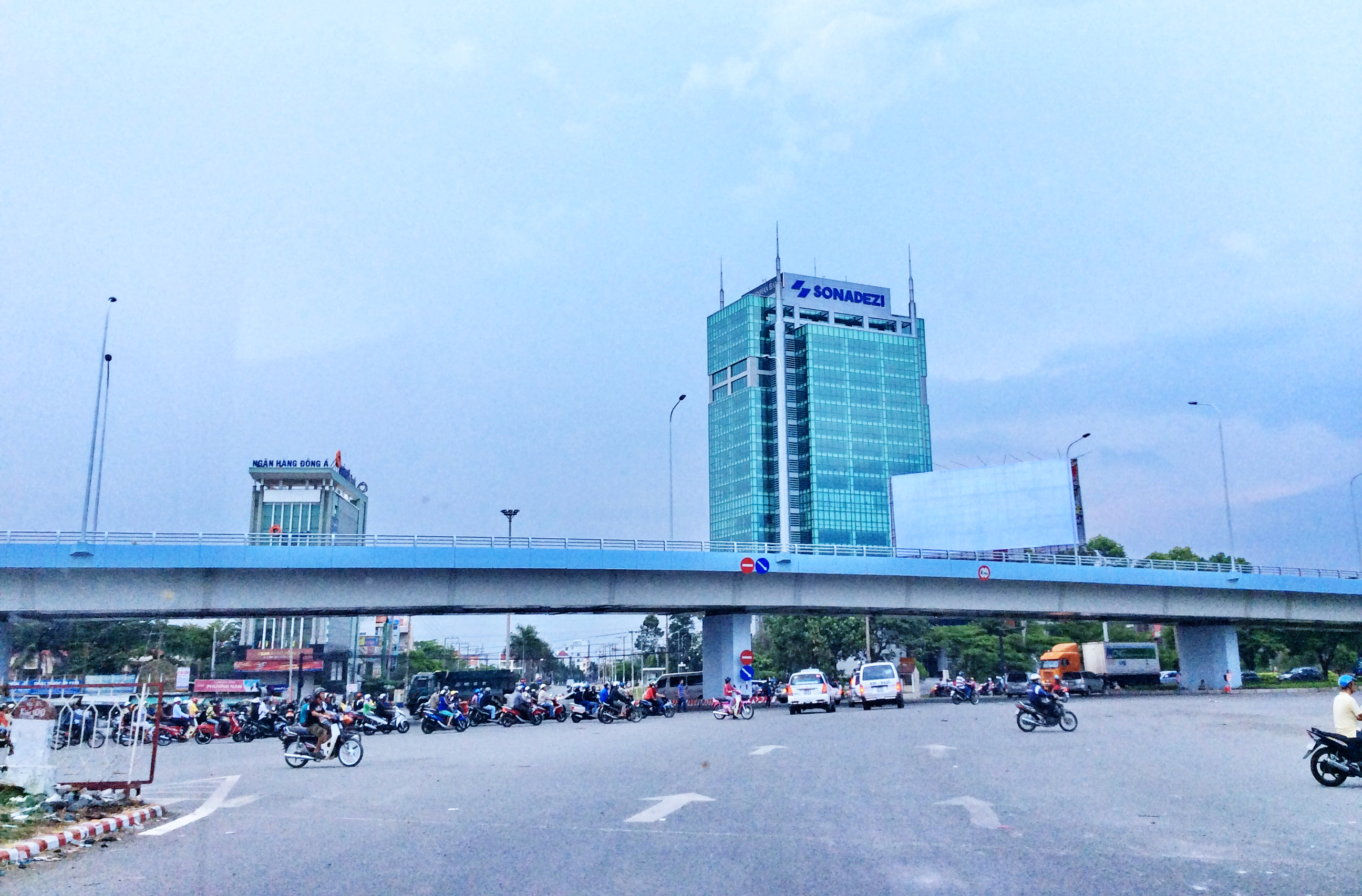
Biên Hòa
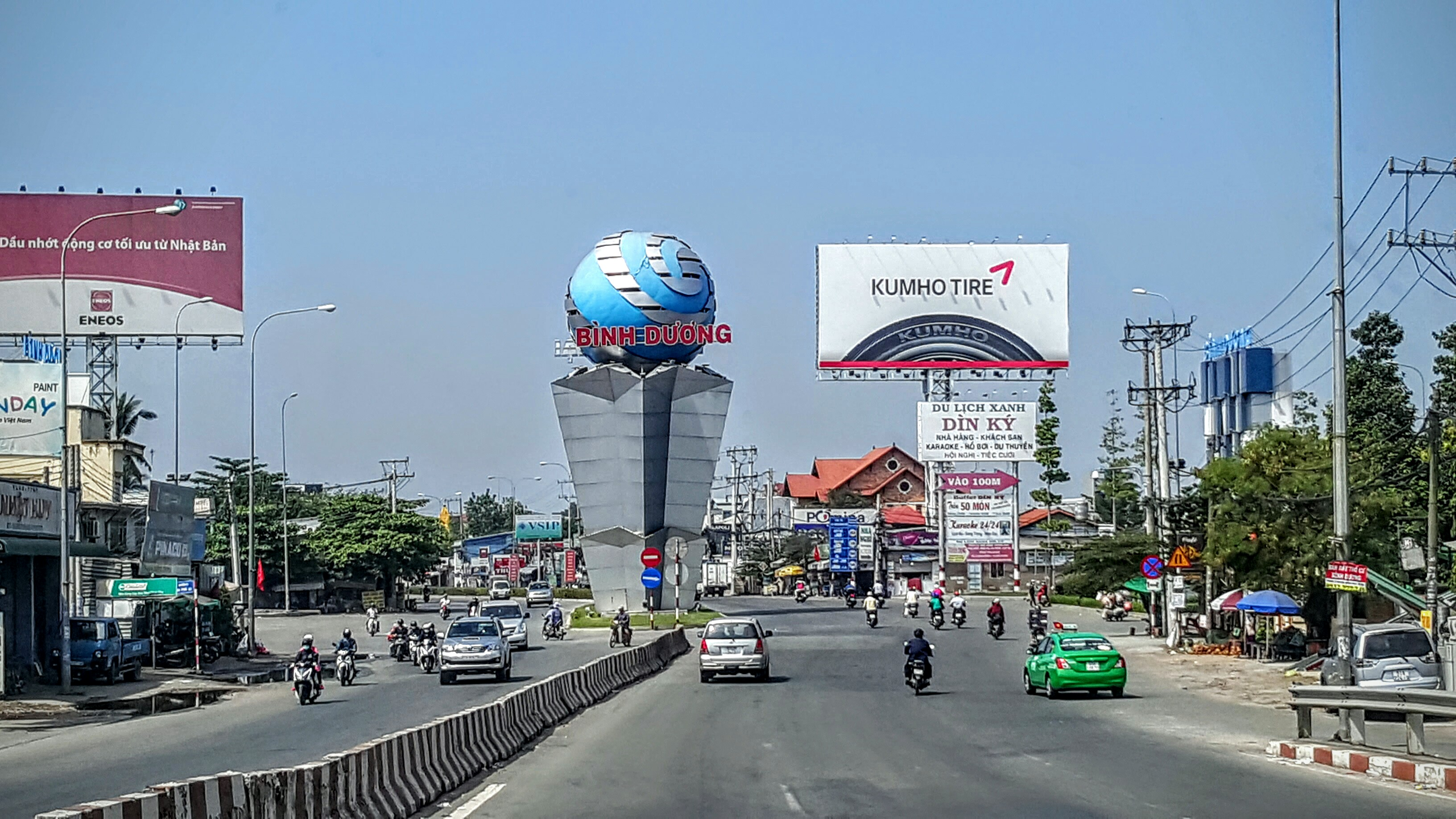
Thuận An